# Alexandrinenstraße (Schwerin)

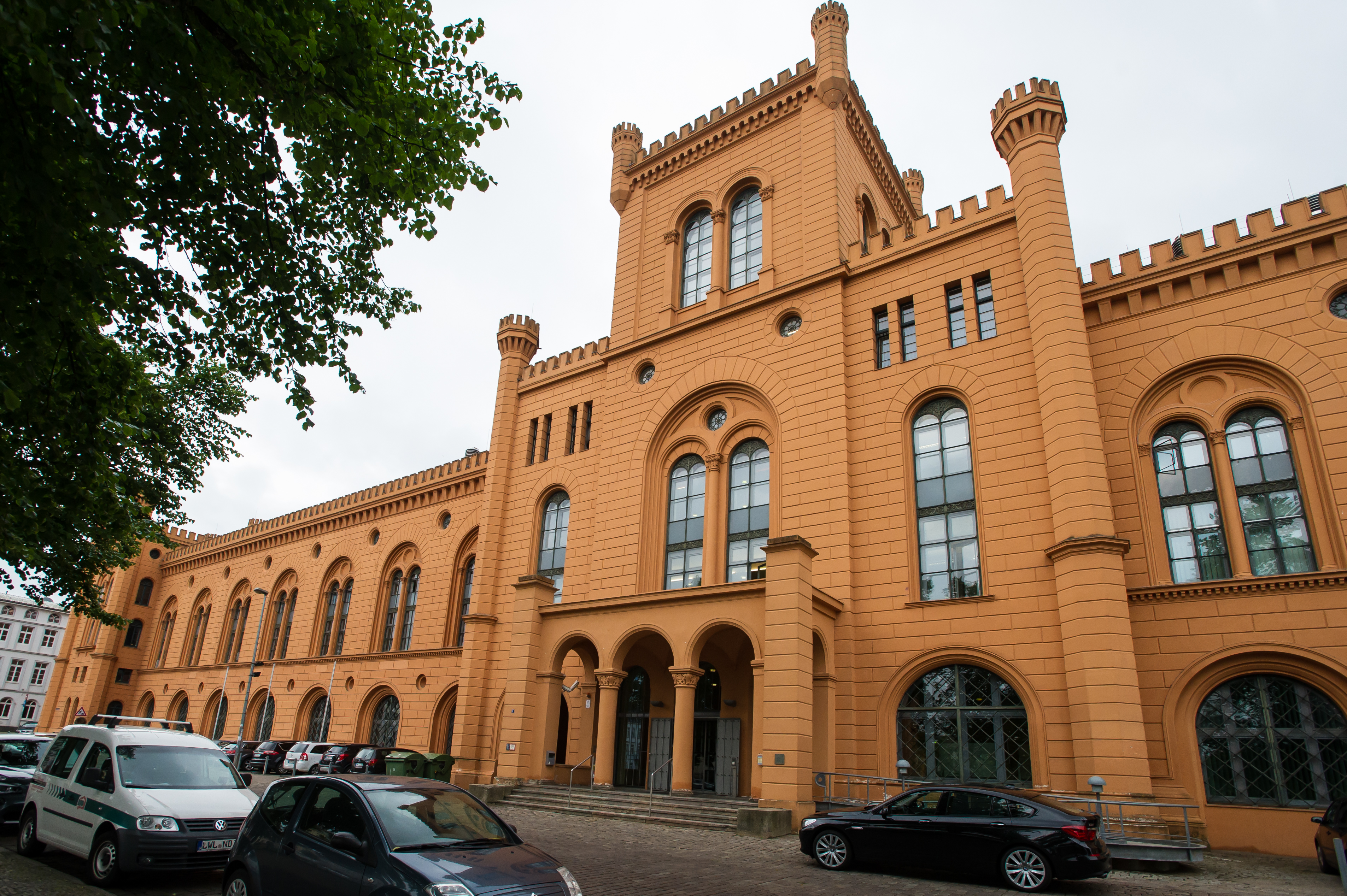
Arsenal am Pfaffenteich

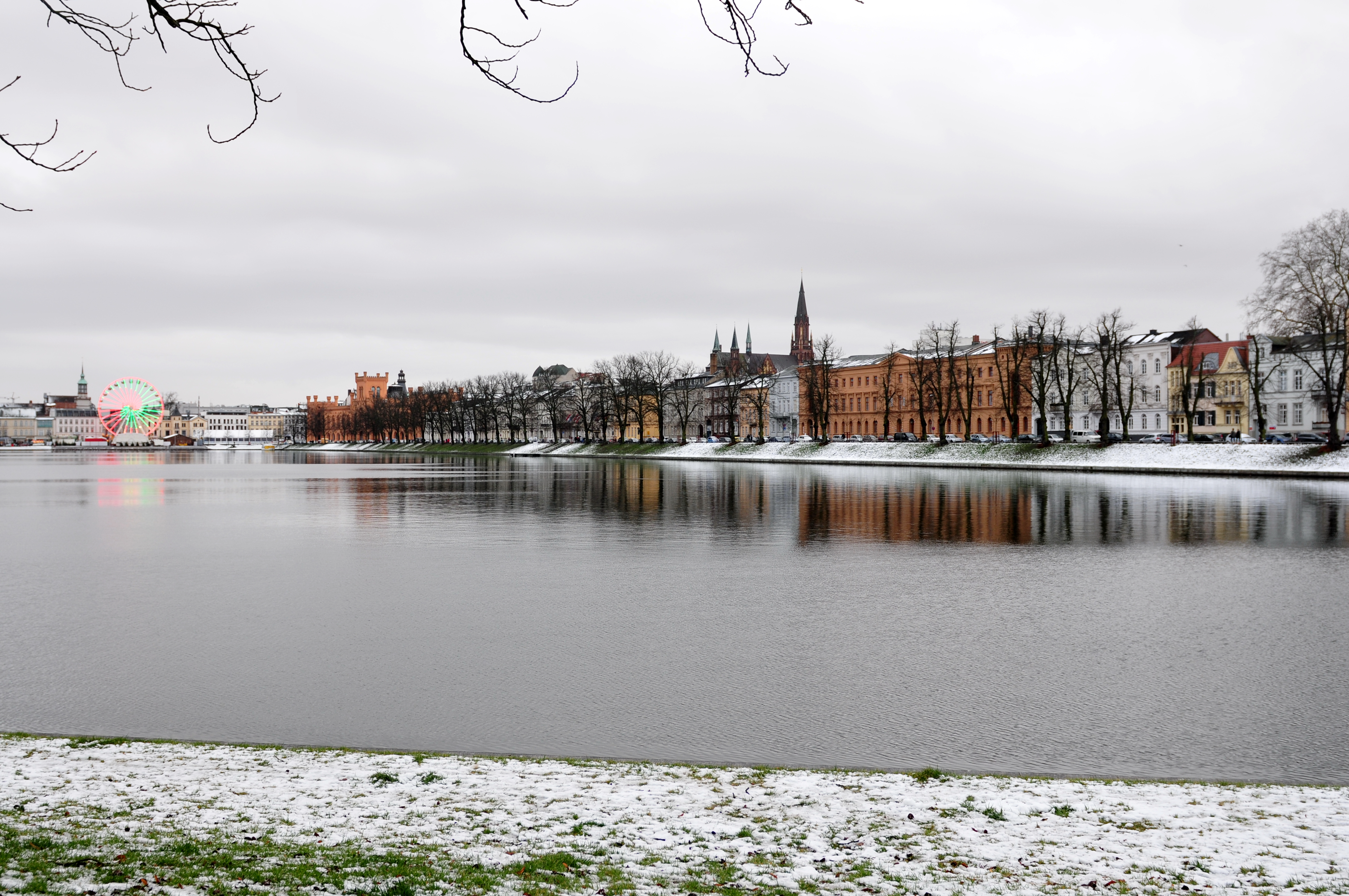
Südwestblick: Pfaffenteich und Straße

Die Alexandrinenstraße ist eine 700 Meter lange Straße in Schwerin, Stadtteil Paulsstadt. Sie führt in Süd-Nord-Richtung von der Arsenalstraße vorbei am Pfaffenteich bis zur Knaudtstraße / Spieltordamm und Dr.-Hans-Wolf-Straße.

## Nebenstraßen
Die Neben- und Anschlussstraßen wurden benannt als Arsenalstraße nach dem Arsenal am Pfaffenteich, Moritz-Wiggers-Straße nach dem Juristen und Politiker (1816–1894) (früher Wilhelm-Pieck-Straße), Zum Bahnhof, Reutzstraße nach dem Ingenieur-Capitain Jacob Reutz († 1710), Spieltordamm nach dem mitteldeutschen Wort Spiel für Pfähle die hier am Damm um den Pfaffenteich zum Einsatz kamen und dem Spieltor als Wach- und Torschreiberhaus von 1710 bis 1816, Bürgermeister-Bade-Platz nach dem Bürgermeister von Schwerin Heinrich Bade (1823–1908), Knaudtstraße nach dem Schweriner Hofrat sowie Juristen und Stadtsyndikus Dr. Johann Friedrich Knaudt (1792–1868) und Dr.-Hans-Wolf-Straße 1965 nach dem Arzt (1913–1965).

## Geschichte

### Name
Die Straße wurde um 1840/41 benannt nach der Erbgroßherzogin von Mecklenburg Alexandrine von Preußen (1803–1892), der vierten Tochter des preußischen Königs Friedrich Wilhelm III. Sie heiratete den späteren (1837–1842) Großherzog von Mecklenburg-Schwerin Paul Friedrich. Das Ehepaar hat 1837 den herzoglichen Hof von Ludwigslust nach Schwerin verlegt. Einige neue Straßen wurden auf Vorschlag von Alexandrine benannt.
Die Straße hieß in der DDR-Zeit Karl-Marx-Straße nach dem Philosophen, Ökonomen und Protagonisten der Arbeiterbewegung. Nunmehr gibt es dafür eine Karl-Marx-Allee (B 321) im Stadtteil Großer Dreesch.

### Entwicklung

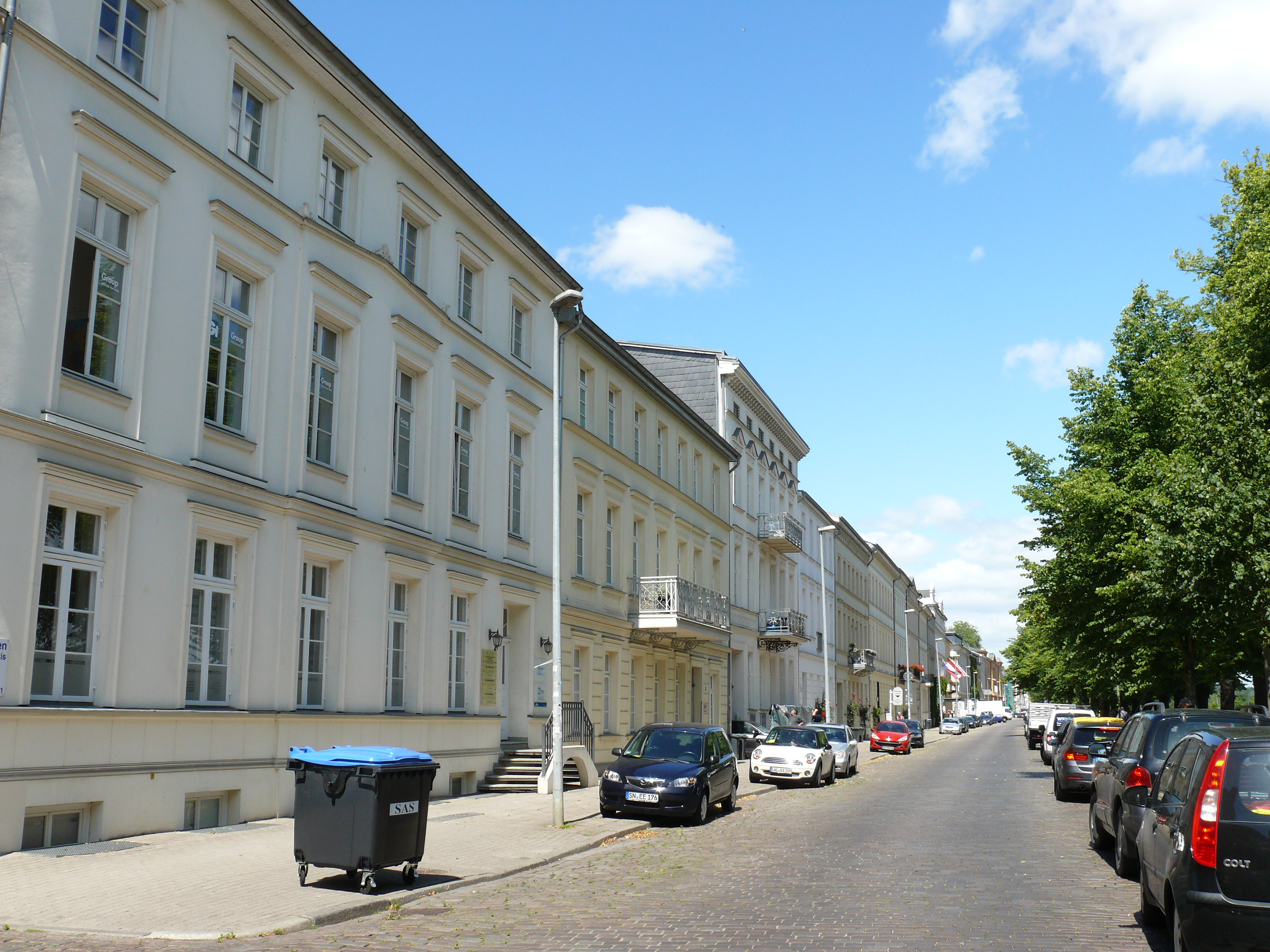
Nr. 2 bis 10

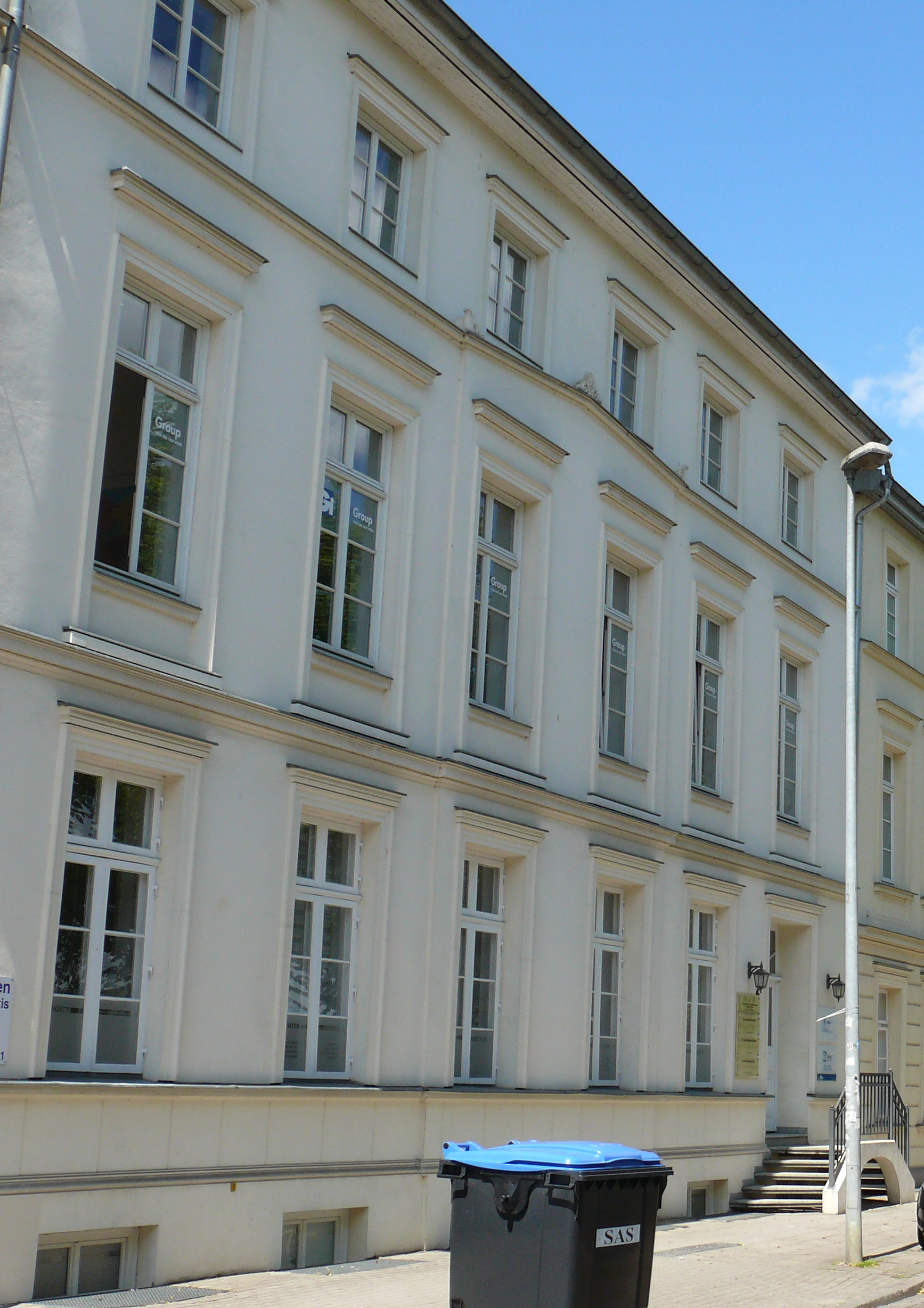
Nr. 2

Der 12 Hektar große Pfaffenteich entstand durch Aufschüttung eines Dammes (später teilweise der Spieltordamm) wahrscheinlich schon kurz nach der Stadtgründung im 12. Jahrhundert als Mühlenteich für eine 1178 belegte Wassermühle. Die gräfliche Mühle war bis ins 19. Jahrhundert in Betrieb. Am Aubach stand eine zweite Mühle im Besitz des Domkapitels (Bischofsmühle), die bis 1914 im Betrieb war.
Nachdem 1837 Großherzog Paul Friedrich den herzoglichen Hof von Ludwigslust nach Schwerin verlegt hatte, erweiterte sich die Stadt in alle Richtungen. Hofbaumeister Georg Adolf Demmler begann 1838/39 mit der Begradigung des Pfaffenteichufers, der Aufschüttung und Pflasterung der Alexandrinenstraße und ab 1840 mit der Bebauung des Süd- und Westufers. Das Arsenal wurde 1844 fertiggestellt. Weitere Gebäude wurden bald danach an der Straße gebaut. Die herzogliche Kunstsammlung war ab 1845 zunächst in zwei Häusern in der Alexandrinenstraße untergebracht. Erst 1882 kam die Sammlung in das Großherzogliche Museum.
Nach 1991 wurden die Wohnhäuser auch oder ganz durch Büros genutzt von u. a. öffentlichen Verwaltungen, Praxen und Kammern; im Arsenal ist der Sitz des Innenministeriums.
Verkehrlich wird die Straße durch die Buslinie 11 der Nahverkehr Schwerin GmbH (NVS) tangiert und durch die Straßenbahnlinie 1 und weitere Buslinien auf der parallelen Wismarschen Straße erschlossen.

## Gebäude, Anlagen (Auswahl)

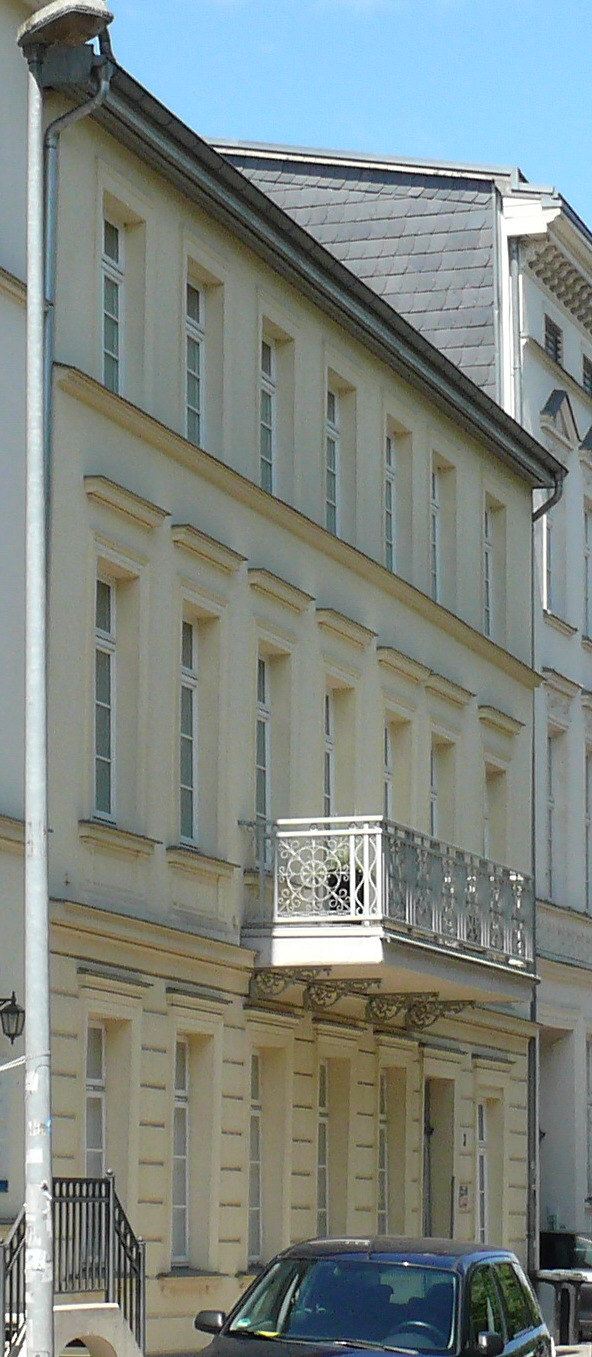
Nr. 3

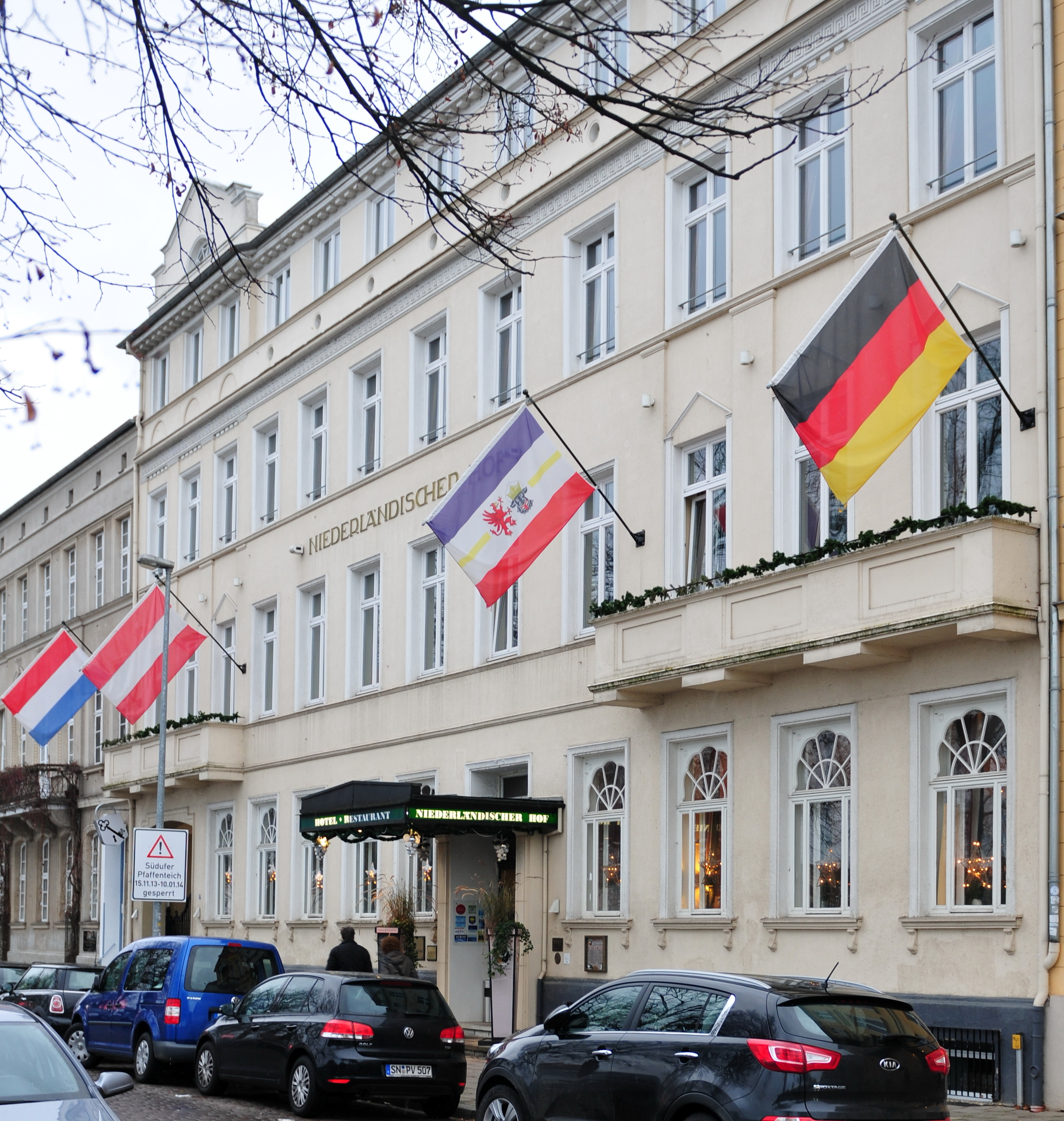
Nr. 12/13 Hotel Niederländischer Hof

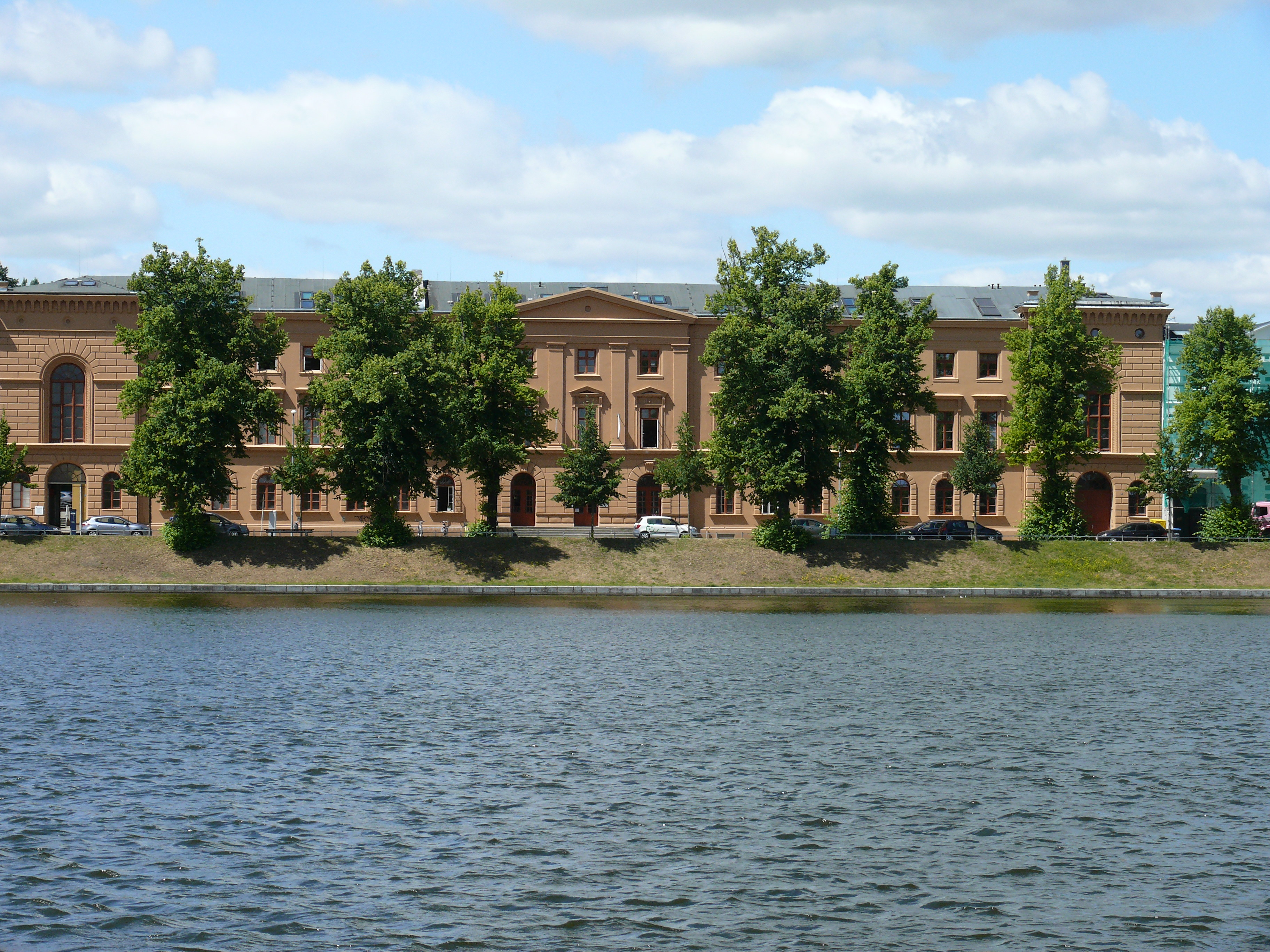
Nr. 19

An der Straße stehen zumeist drei-, wenige zwei- und viergeschossige Gebäude. Die mit (D) gekennzeichneten Häuser stehen unter Denkmalschutz. Fast alle Gebäude wurden im klassizistischen Stil gebaut.
- Pfaffenteich (D)
  - Zufluss Aubach, Brücke im Norden der Straße
- Nr. 1: 2- und 3-gesch. Arsenal am Pfaffenteich von 1844 (D) nach Plänen des Hofbaumeisters Georg Adolf Demmler. Es war Zeughaus, ab 1919 Polizeikaserne, ab 1947 Sitz der Bezirksbehörde der Deutschen Volkspolizei (BDVP) und ab 1990 Sitz des Innenministeriums.
- Nr. 2: 3-gesch. ehem. Wohnhaus (D), heute Verwaltungsgebäude mit Praxen
- Nr. 3: 3-gesch. Wohnhaus (D)
- Nr. 4: 4-gesch. Wohnhaus mit Büros (D)
- Nr. 5: 3-gesch. Wohnhaus mit Büros (D)
- Nr. 6: 3-gesch. Wohnhaus mit Büros (D)
- Nr. 7: 3-gesch. Wohnhaus (D)
- Nr. 8: 3-gesch. Wohnhaus (D)
- Nr. 9: 3-gesch. Wohnhaus mit Praxis (D)
- Nr. 10: 3-gesch. Wohnhaus mit Praxis (D)
- Nr. 11: 3-gesch. Wohnhaus mit Büros (D)
- Nr. 12/13: 4-gesch. Hotel (D), seit 1921 Hotel Niederländischer Hof; 1901, als Herzog Heinrich zu Mecklenburg die niederländische Königin Wilhelmina heiratete, wurde das Hotel Niederländischer Hof an der Wilhelmstraße so benannt, das 1921 umzog
- Nr. 14 / Ecke Zum Bahnhof 2: 3-gesch. Wohn- und Geschäftshaus (D)
- Nr. 15: 3-gesch. Wohnhaus (D), heute Verwaltungsgebäude des Landesamtes für Finanzen M-V
- Nr. 16: 3-gesch. Wohnhaus mit Praxen (D)
- Nr. 17: 3-gesch. Wohnhaus mit Praxen (D)
- Nr. 18: 3-gesch. Wohnhaus mit Hofgebäude (D), ehem. Arbeitsamt, heute Verwaltungsgebäude mit u. a. Praxen
- Nr. 19/20/21: 3-gesch. 23-achsiges ehem. Großherzogliches Amtshaus von 1845 mit Mittelrisalit (D) für die Verwaltung des landesherrlichen Grundbesitzes im Dominalamt Schwerin nach Plänen von Ludwig Bartning; heute Gebäude mit Beruflicher Schule des Diakoniewerkes Neues Ufer – Evangelische Altenpflegeschule sowie der Evangelischen Fachschule für Sozialpädagogik Schwerin
- Nr. 22: 3-gesch. Wohnhaus (D)
- Nr. 23: 3-gesch. Wohnhaus mit Hofgebäude (D)
- Nr. 24: 3-gesch. Wohnhaus von 1912 (D) nach Plänen von Willy Taebel
- Nr. 25: 2-gesch. Wohnhaus mit Seitenflügel (D), mit Kita Leuchtturm und Kinder- und Jugendnotdienst Schwerin der AWO
- Nr. 26/27: 3-gesch. Wohn- und Verwaltungsgebäude (D) mit u. a. der Notarkammer
- Nr. 28: 2-gesch. Wohnhaus (D)
- Nr. 29: 2-gesch. Wohnhaus (D)
- Nr. 31: 3-gesch. Wohnhaus (D)
- Nr. 32: 2-gesch. Wohnhaus (D) mit zwei Giebelrisaliten, heute Verwaltungsgebäude mit der Architektenkammer Mecklenburg-Vorpommern
- Nr. 33: 2-gesch. Wohnhaus (D) mit seitl. und mittigem 3-gesch. Risaliten
- Brücke über den Aubach
- Grünanlage und Spielplatz Am Pfaffenteich

### Denkmale, Gedenken
- Stolpersteine Schwerin bei Gebäude
  - Nr. 3: Für Gustav Perl (1877–1946)
  - Nr. 7: Für Dr. Franz Meyersohn (1891–1959), Magda Meyersohn (1900–2001), Rolf Meyersohn (* 1927), Alle 1938 geflohen, Lotte Meyersohn (1924–2017) 1937 geflohen

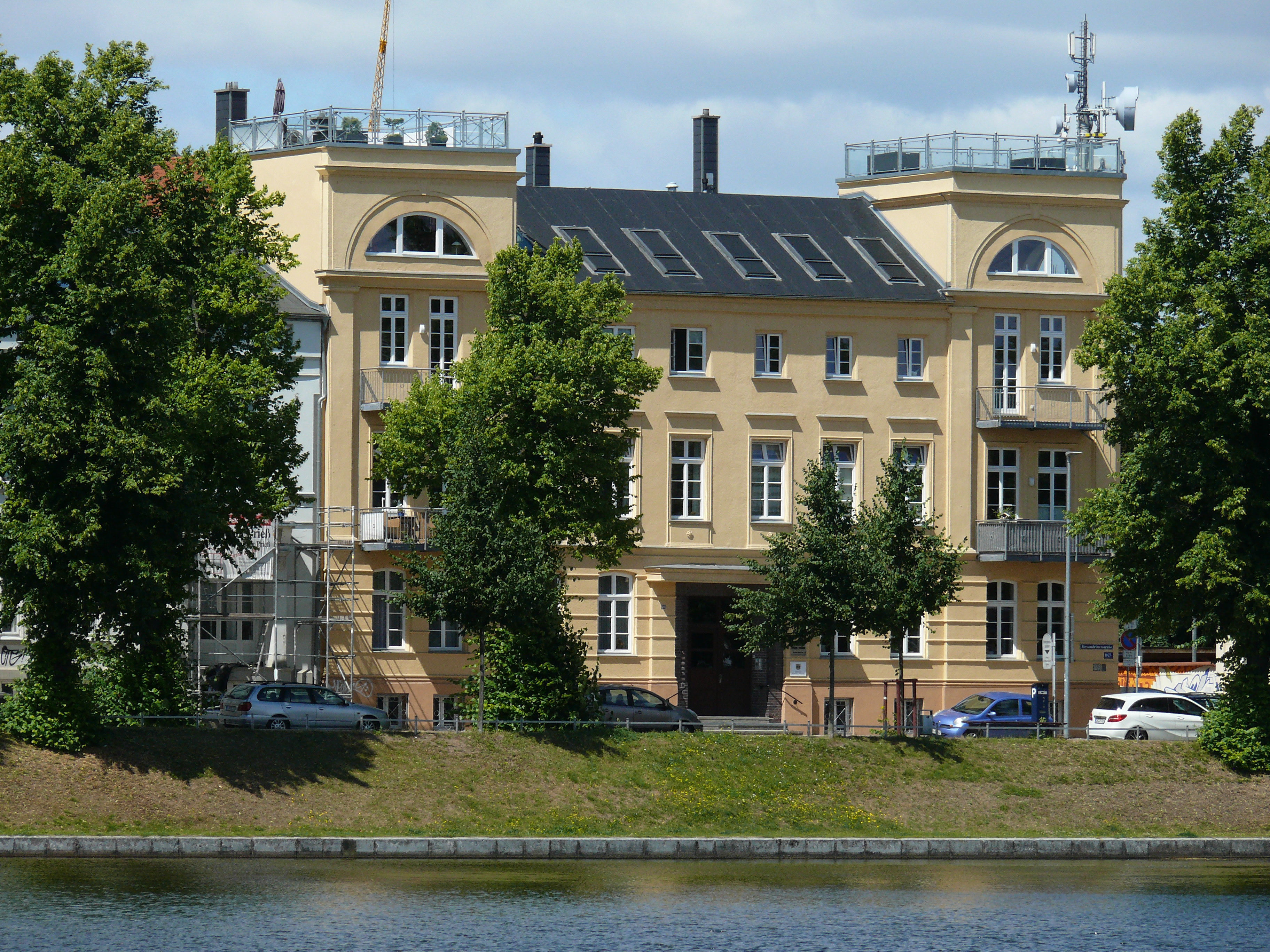
Nr. 26/27
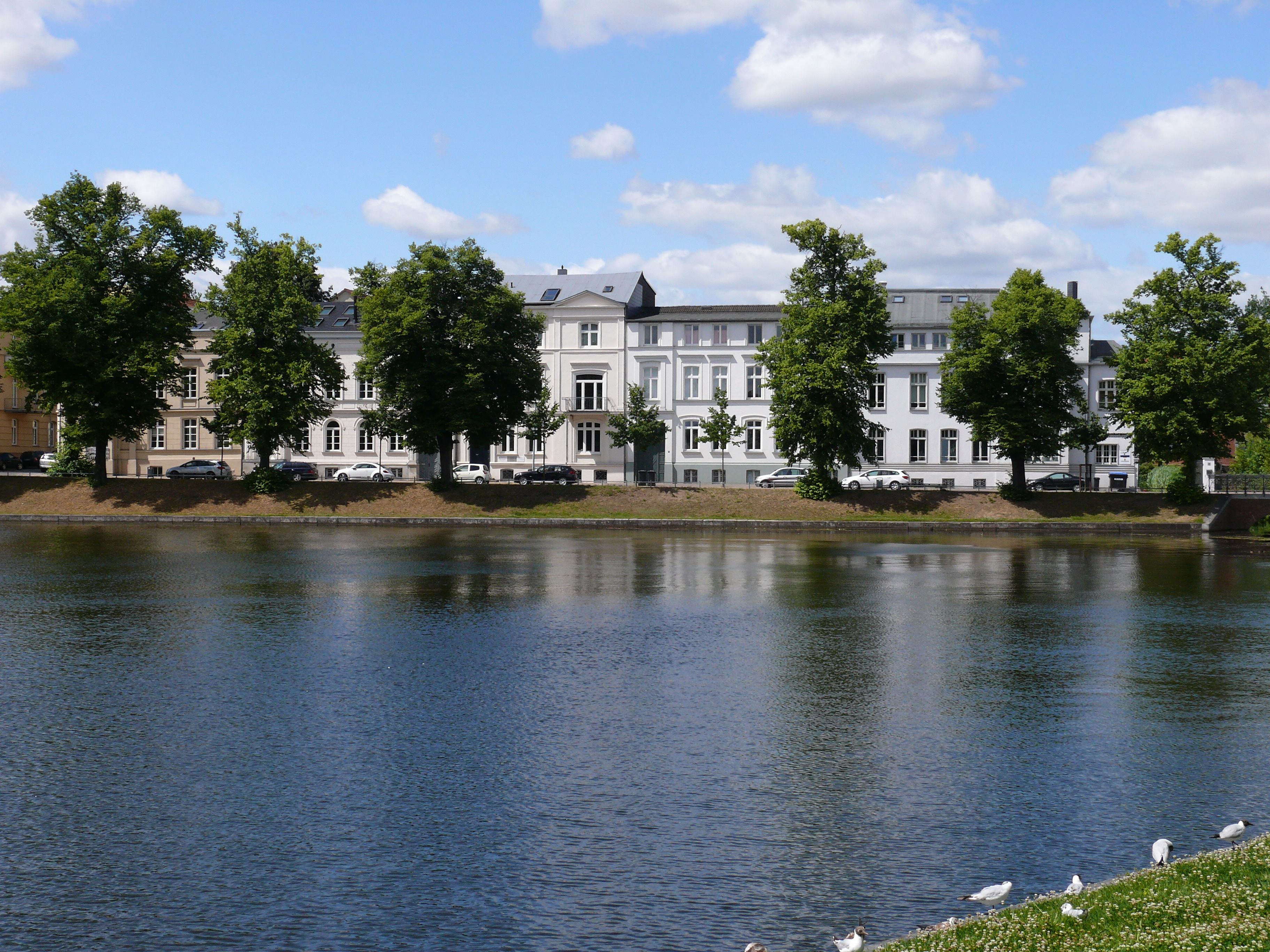
Nr. 28–31
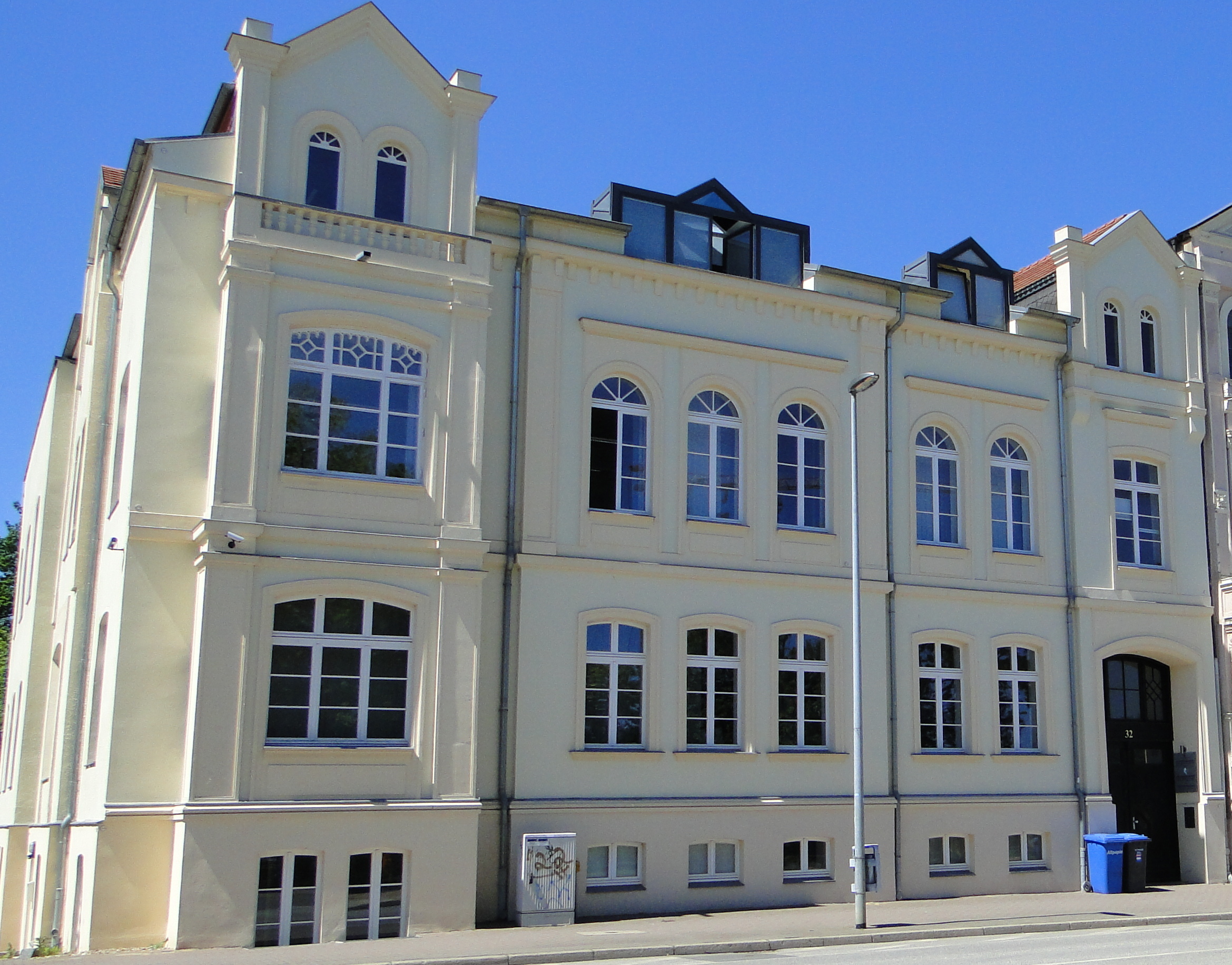
Nr. 32
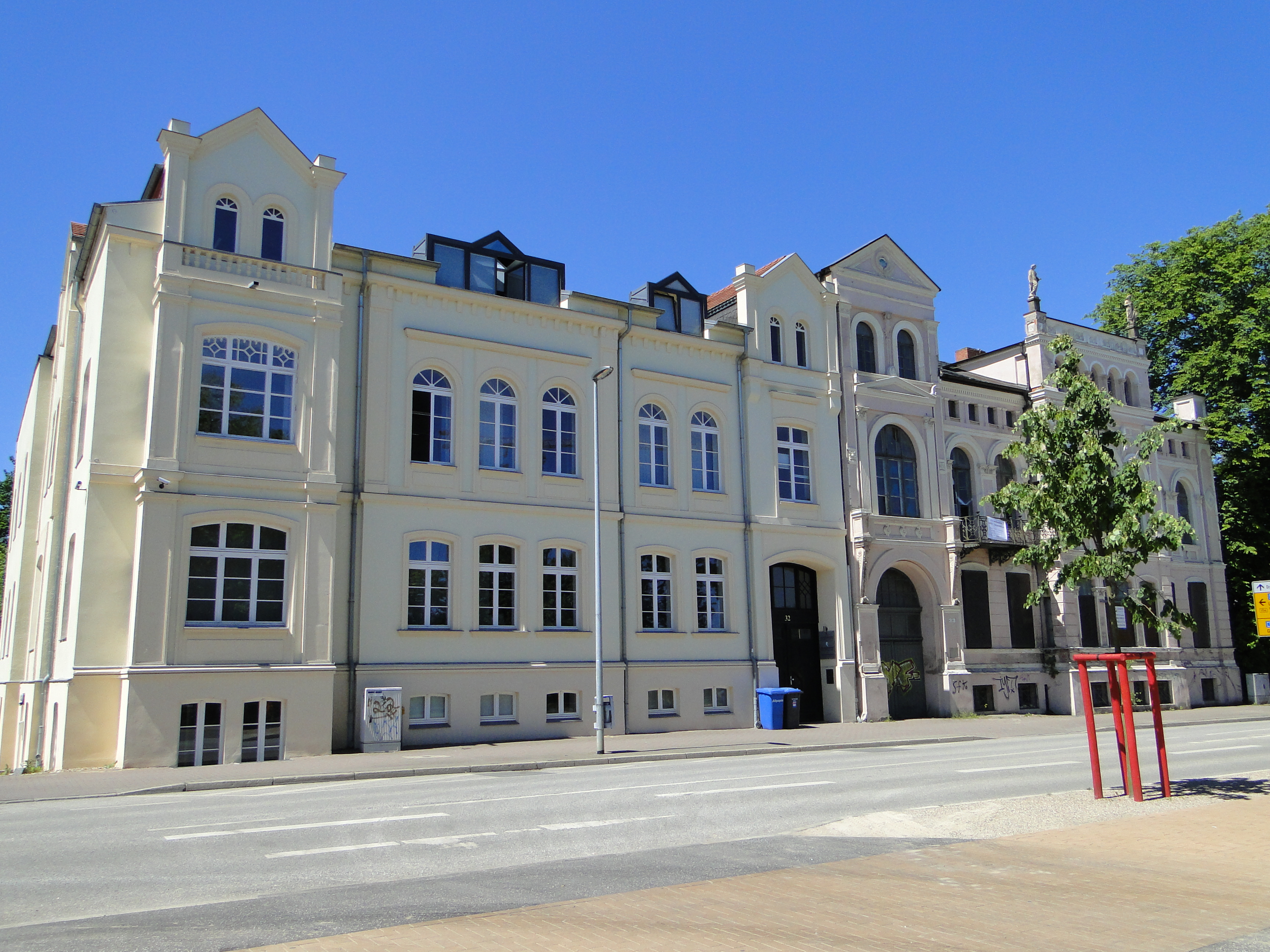
Nr. 33
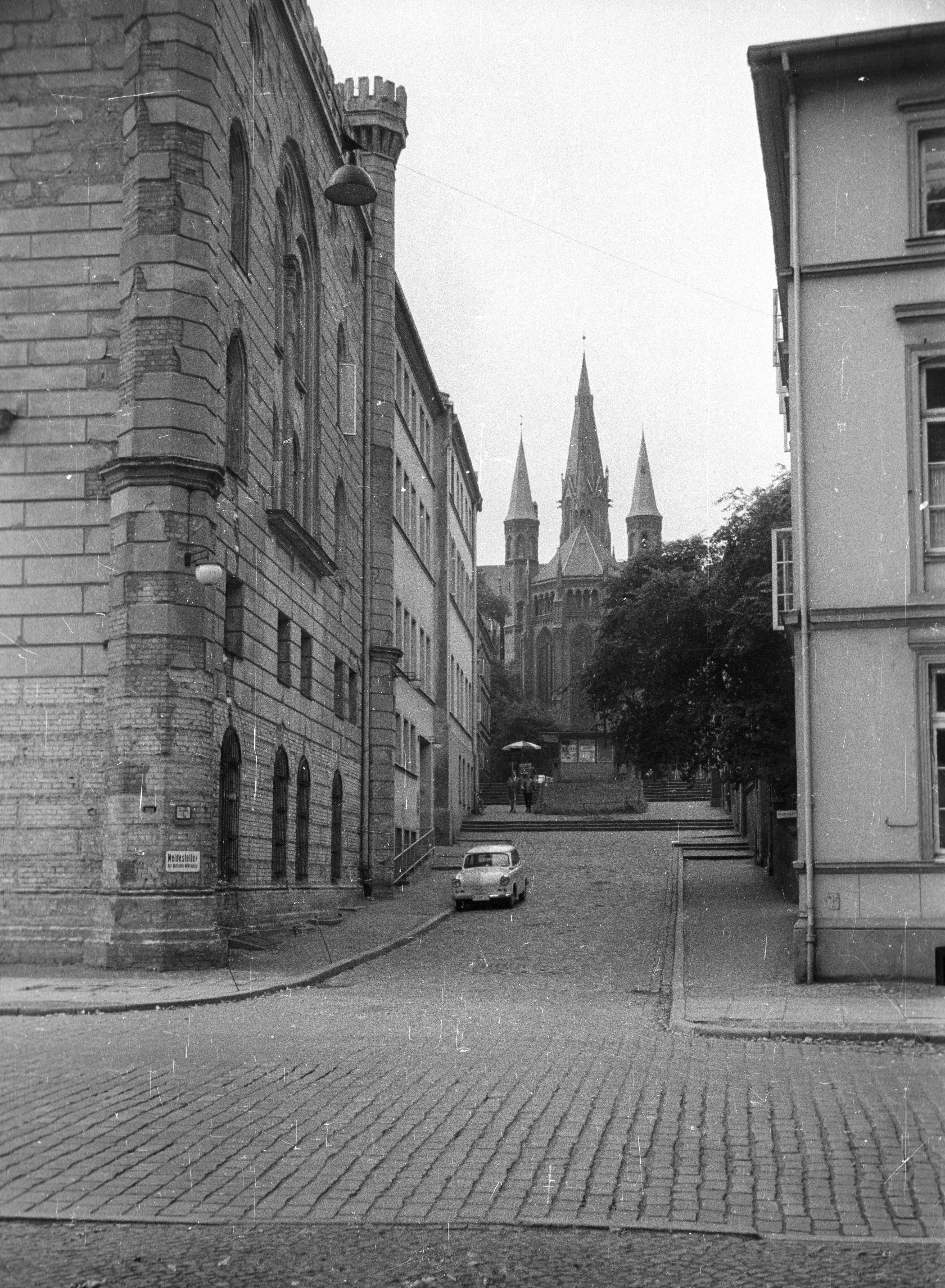
Arsenal, Moritz-Wiggers-Straße, Trabi und Paulskirche
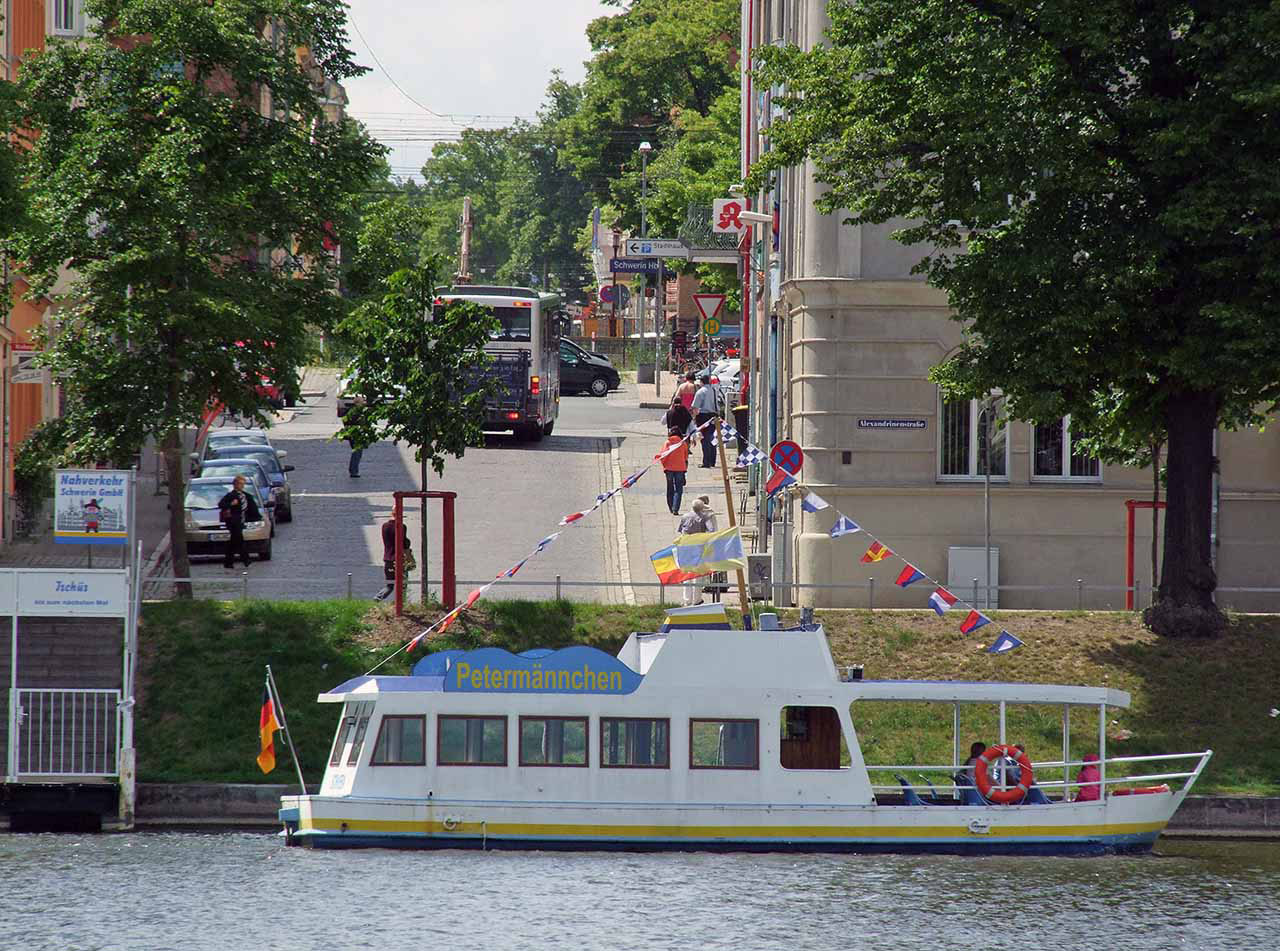
Fähre Petermännchen am Anleger Alexandrinenstraße